# Tainia angustifolia
Tainia angustifolia är en orkidéart som först beskrevs av John Lindley, och fick sitt nu gällande namn av George Bentham och Joseph Dalton Hooker. Tainia angustifolia ingår i släktet Tainia och familjen orkidéer. Inga underarter finns listade i Catalogue of Life.